# Weingut Karl Schaefer
Das Weingut Karl Schaefer ist ein Unternehmen in Bad Dürkheim. Es ist Mitglied im Verband Deutscher Prädikatsweingüter. Das Wohnhaus des Firmengeländes steht unter Denkmalschutz.

## Lage
Das Weingut liegt unmittelbar an der Deutschen Weinstraße, die in diesem Bereich mit der Landesstraße 516 zusammenfällt, und hat die Anschrift Weinstraße Süd 30.

## Geschichte
Das Weingut wurde 1843 gegründet. Zum Namensgeber des Unternehmens wurde Karl Schaefer (1849–1932), der des von seinem Vater Christian Schaefer übernommen hatte. Bedingt durch eine Schenkung der Familie seiner Mutter erfuhr es in der Folgezeit eine Erweiterung. Mittlerweile wird es in sechster Generation geführt.

## Architektur
Beim Gebäude handelt es sich um ein klassizistisches Wohnhaus eines Winzerhofes, das 1836 errichtet wurde. Im Jahr 1857 fand eine Aufstockung und Erweiterung statt: Hinzu kommt eine mehrteilige Kelleranlage, die ebenfalls aus dem 19. Jahrhundert stammt. Der Pavillon mit Zeltdach entstammt dem späten 18. Jahrhundert.